# Liberation字型
Liberation是一套四種的TrueType字体家族：Liberation Sans、Liberation Sans Narrow、Liberation Serif及Liberation Mono。這些字型有計畫的分別與蒙納公司的Arial、Arial Narrow、Times New Roman、及Courier New相容，這些是在Microsoft Windows與其辦公室套裝軟體上最常被使用的字型，這套字型是為了要做為上述這些字型的自由取代而生。

## 特性
Liberation Sans、Liberation Sans Narrow及Liberation Serif相當仔細盡可能分別與蒙納公司的Arial、Arial Narrow及Times New Roman做到相同。
Liberation Mono的風格較類似於非衬线体的Liberation Sans而非粗衬线体的Courier New，但其軟體度量則與Courier New相符。
Liberation字型是一組替代上述商业软件的自由且開放原始碼的解決方案。

最初版本的Liberation字型與其欲替代的相對應字型比較
Liberation Sans與Arial的比較
Liberation Serif與Times New Roman的比較
Liberation Mono與Courier New的比較

## Unicode覆蓋範圍
三種字型均支援IBM／Microsoft的代码页437、737、775、850、852、855、857、860、861、863、865、866、869、1250、1251、1252、1253、1254、1257、麥金塔字元集、以及Windows OEM字元集，這僅包含了拉丁文、希臘文、以及西里爾文字，遺漏了許多的書寫系統。因為它獨特的授權條款，使其難以延伸到其他的書寫系統。之後因為Croscore這個同等設計字型取代了其他舊的字型，覆蓋Unicode的覆蓋範圍才由此變為可能。

## 歷史
這些字型原先是由Ascender公司的Steve Matteson開發而成的Ascender Sans及Ascender Serif。Liberation字型家族是上述這兩個字型的變種，並加入了一個等寬字型及由紅帽公司使用了開放原始碼的授權條款。Liberation Sans及Liberation Serif分別衍生自Ascender Sans及Ascender Serif；Liberation Mono則使用了從Ascender Sans及Ascender Uni Duo而來的基礎設計。
這套字型的開發歷經了兩個階段。2007年5月的第一個版本是一套完全可用的字型，但缺乏字型修飾的能力。而在2008年初釋出的版本中則提供了完整的字型修飾功能。
2010年4月，甲骨文公司貢獻了Liberation Sans Narrow字型到此專案中。其相容於Arial Narrow字型家族。並與Liberation字型1.06版一同釋出。

## 散佈

### 2.00.0及以上版本
截至2018年12月，Liberation字型2.00.0及以上版本由Chrome OS字型複刻而來，使用SIL開源字型授權，所有字型皆在 Git 開發。

### 舊版
紅帽公司將這些從Ascender公司而來的字型以包含了一個字型嵌入例外的GNU通用公共许可证進行授權，其中明確的指出了在檔案中嵌入這些字型不會讓檔案本身受到GNU GPL的影響，但仍可能對商業軟體造成一些問題。做為進一步的例外，任何以實際產品的形式散佈的目的碼必須提供存取及修改軟體原始碼的權利，以及以目的碼的形式重新安裝修改過的版本到同樣的實際產品中。因此，這些字型允許自由及开放源代码软件（FLOSS）系統有與微軟軟體相容的高品質字型可以使用。
Fedora 專案，第9版本是第一個預設包含這些字型的GNU/Linux發行版，主打著是由Ascender公司所貢獻的版本做輕微修改的Liberation字型。為了更好的國際化，其中包含了有中央點的零及其他許多改變。
其他GNU/Linux發行版（像是Ubuntu、OpenSUSE等及Mandriva Linux）都在預設的安裝中包含了Liberation字型。開放原始碼軟體OpenOffice.org包含了Liberation字型在其所有支援的作業系統的安裝包中。 
由於以GPL授權字型會導致一些複雜的問題，部份專案便開始找尋Liberation字型的取代。Apache OpenOffice 3.4開始，Liberation字型被Chrome OS字型取代——又被稱為Croscore字型：Arimo（無襯線體）、Cousine（等寬字型）、及Tinos（襯線體）——是同樣設計的較新版本，但直接由Ascender公司以SIL開源字型授權提供。

## 外部連結
- 官方网站
- Liberation字型檔 （页面存档备份，存于）
- Liberation Sans Narrow字型檔 （页面存档备份，存于）
- , Fontsy,   [2014-09-01], （原始内容存档于2011-06-18）。